# Папастамос, Апостолос
Апостолос Папастамос (род. 20 марта 2001, Ханья) — греческий пловец, чемпион Европы 2024 года на дистанции 400 метров комплексным плаванием. Участник летних Олимпийских игр 2020 года.

## Карьера
Апостолос Папастамос родился 20 марта 2001 года в Греции. Специализируется в комплексном плавание.
В 2019 году на юниорском чемпионате мира в Будапеште, выиграл на дистанции 400 метров комплексным плаванием, на 200 м был бронзовым призёром.
В 2021 году принял участие в летних Олимпийских играх в Токио. Был включен в национальную сборную, однако ни на одной дистанции не выступил.
На чемпионате Европы 2024 года в Белграде на дистанции 400 метров комплексным плаванием стал чемпионом с результатом 4:10.83, установив национальный рекорд.